# آکاسیوس قیصریه
آکاسیوس قیساریه (یونانی: Ἀκάκιος؛ ۱ ژانویهٔ ۰۳۰۰ – ۱ ژانویهٔ ۰۳۶۶) نویسنده، متخصص الهیات، و جانشین یوسبیوس در مقام اسقف شهر قیساریه فلسطین بود.